# Шестая гугенотская война
Шестая гугенотская война (1576—1577 годы) — вооружённый конфликт внутри Французского королевства, ставший шестой из восьми религиозных войн. В нём впервые в качестве самостоятельной силы выступила Католическая лига.
Король Генрих III, чтобы ослабить влияние Гизов, втайне претендовавших на корону, объявил себя главой недавно возникшей Лиги, объединявшей всех ультракатоликов Франции, и, следуя ожиданиям католической партии, объявил недействительным Эдикт в Болье (6 декабря 1576 года). Это стало началом войны. Гугеноты предложили герцогу Анжуйскому снова выступить на их стороне, но тот поддержал своего брата.
Перевес в войне был явно на стороне католиков. Армия герцога Анжуйского взяла Ла-Шарите и Иссуар (там были перебиты три тысячи гугенотов), армия герцога Майеннского — Рошфор, Маран и Бруаж. Флот города Бордо разбил ларошельских гугенотов на море. Однако король не был заинтересован в полном разгроме протестантов. После нескольких месяцев войны он инициировал начало мирных переговоров в Пуатье. 17 сентября 1577 года был заключён Бержеракский договор, который ограничил свободу вероисповедания для гугенотов, но сохранил за ними крепости на юге. Это стало очередным компромиссом, который никого не устроил.